# Elektronmikroskop
Et elektronmikroskop er et mikroskop, som i stedet for lys eller anden elektromagnetisk stråling bruger elektroner til at belyse det præparat der skal studeres.

## Teorien bag elektronmikroskopet
Elektroner er omfattet af den partikel-bølge dualitet, som den franske fysiker Louis de Broglie introducerede i 1924: Hvor lys kan afbøjes og fokuseres med optiske linser, kan en elektronstråle tilsvarende afbøjes og fokuseres ved hjælp af elektriske og magnetiske felter.
Fordelen ved at bruge elektroner i stedet for lys er, at elektronernes bølgelængde kan gøres meget kortere end bølgelængderne for det lys der bruges i almindelige, optiske mikroskoper, og da bølgelængden sætter en nedre grænse for hvor små detaljer man kan se, har elektronmikroskoper en detaljeskarphed der er op imod ni millioner gange bedre end i de bedste optiske mikroskoper.

## Forskellige typer elektronmikroskoper
Ligesom blandt de optiske mikroskoper er der flere forskellige underarter af elektronmikroskoper.

### Transmissions-elektronmikroskopet (TEM)
De første elektronmikroskoper fra 1930'erne var transmissions-elektronmikroskoper (forkortet TEM): Her sendes den fokuserede elektronstråle igennem præparatet, hvorved elektronerne absorberes nogle steder, og trænger igennem præparatet andre steder. Bag præparatet findes en fotografisk film, en fosforeserende skærm eller en anden form for billed-sensor, som registrerer det endelige billede. Nederst på billedet til højre kan man se nogle små vinduer ind til det sted hvor den fosforeserende skærm viser det forstørrede billede.

### Scanning-elektronmikroskopet (SEM)
I scanning-elektronmikroskopet dirigerer man en elektronstråle til at stryge hen over præparatets overflade på samme måde som elektronstrålen i et billedrør: Der, hvor strålen rammer præparatet, slås nogle af atomernes elektroner løs; såkaldte sekundære elektroner. En sensor måler løbende mængden af disse sekundære elektroner, og sammenholdt med elektronstrålens rute hen over præparatet kan denne information sammenstilles til det færdige billede.
Elektronstrålen dannes ved at opvarme et wolfram-filament, mens elektronerne trækkes ud ved hjælp af en spændingsforskel. Elektronerne accelereres nedad gennem en søjle og passerer et antal magnetiske linser. Et system af spoler langs med søjlen tjener til at fokusere strålen og dirigere den hen over prøven. Det er vigtigt, at der er vakuum i søjlen, da elektronerne spredes, hvis de støder ind i luftatomer på deres vej. Det er også nødvendigt for scanning, at den prøve, man kigger på, enten er elektrisk ledende i sig selv eller belagt med et elektrisk ledende lag; fx et ganske tyndt lag platin. Det er af disse to årsager ikke muligt at skanne fx biologisk materiale, medmindre dette tørres og behandles. Derfor egner SEM sig ikke til levende prøver.
Når en elektron rammer prøven sker der, forenklet set, en af to ting, der hver for sig rummer en specifik egenskab til brug for analyse.
Hvis elektronen rammer en atomkerne vil den ryge direkte tilbage, og have en høj energi, typisk omkring 50 eV. Disse elektroner kaldes for primære eller backscatter-elektroner. Da grundstoffer med lavere atomnummer har mindre kerner, vil spredningsvinklen af de tilbagekastede elektroner være større. Rundt omkring udgangen af søjlen sidder en cirkulær detektor, der opfanger de backscatter-elektroner, der rammer den, og disse vil opfange færre elektroner, når vinkelspredningen er stor. Som følge heraf vil den grafiske tolkning af informationerne fremstå lysere. Ydermere er der simpelthen større sandsynlighed for, at elektronen vil ramme en kerne og blive backscattet, hvis kernerne er større. Det er ikke muligt ud fra dette at bestemme, hvilket grundstof man betragter, men kan se forskel på de forskellige områder, hvis det er en sammensat prøve.
Hvis elektronerne i strålen ikke direkte kolliderer med en atomkerne i prøven, vil de langsomt miste deres energi ved gentagne kollisioner med atomerne i prøven. Under disse kollisioner vil der blive revet elektroner løs fra selve prøven. Disse elektroner vil have væsentligt lavere energier; typisk omkring 2-3 eV. Disse såkaldt sekundære elektroner kan man opsamle ved at lægge et mindre spændingsfald mellem prøven og en detektor. For de overflader i prøven, som er normaler til elektronstrålen får man nu en mørk visning, parallelle flader til strålen giver en lys farve og skrånende områder giver nuancer derimellem. Forklaringen på dette er, at elektronerne fra strålen har større sandsynlighed for at vriste elektroner løs fra prøven, jo længere tid de er tæt på den; altså jo længere strækning de tilbagelægger i prøvens nærhed. Ved et vinkelret plan har elektronen minimale muligheder for vekselvirkning med prøvens overflade inden den rammer. Ved et lodret plan kan man forestille sig, at elektronen tilbagelægger en strækning langs med prøven.
En sidste type af information, som SEM tilbyder, opnås ved hjælp af røntgenstråling. Hvis en elektron i strålen river en af de indre elektroner fra et atom løs, vil en af atomets ydre elektroner overtage dennes plads og udsende en røntgen-foton, hvis energi er karakteristisk for det pågældende grundstof. Man kan på denne baggrund få præcis information om prøvens sammensætning, men denne form for stråling benyttes ikke i billeddannelse.

### Reflektions-elektronmikroskopet (REM)
I refleksions-elektronmikroskopet bevæger elektronstrålen sig hen over præparatet ligesom i scanning-elektronmikroskopet, men hvor sidstnævnte måler på sekundære elektroner, registrerer refleksionsmikroskopet de originale elektroner , i det omfang disse bliver reflekteret fra præparatets overflade.

### Scanning-transmissions-elektronmikroskopet (STEM)
Denne type elektronmikroskop kan betragtes som en mellemting mellem transmissions-elektronmikroskopet (TEM) og scanning-elektronmikroskopet (SEM): Igen dirigeres en skarpt fokuseret elektronstråle hen over bestemte punkter i præparatet, men i scanning-transmissions-elektronmikroskopet måler man, som hos transmissions-elektronmikroskopet, hvor mange elektroner der trænger igennem præparatet.

## Elektronmikroskopi i praksis
Et elektronmikroskop er typisk indrettet i et lufttæt indeslutning af facon som en lodret søjle: I toppen af indeslutningen findes en elektronkanon, og langs elektronstrålens vej ned mod præparatet sidder et antal elektriske spoler som fokuserer og styrer strålen. Nederst findes En holdeplads for præparatet, samt den sensor, film etc. som opsamler det endelige billede.
Når et præparat er anbragt på sin plads i den nederste ende, pumpes luften ud så der er et stærkt vakuum inde i indeslutningen — hvis der var luft til stede inde i mikroskopet, ville luftmolekylerne populært sagt rende i vejen for elektronstålen.

### Forberedelse af præparater
Inden de kan undersøges i elektronmikroskopet, skal langt de fleste objekter forberedes på forskellig måde: Vand og andre væsker skal fjernes fra biologiske prøver, da vandet ellers vil fordampe i vakuumet i mikroskopet og hindre et frit udsyn. Hvis objektet ikke af sig selv leder elektrisk strøm, skal det have pådampet et ultratyndt lag af guld, grafit eller et andet ledende materiale. Ellers opsamles der negativ statisk elektricitet i præparatet, hvilket hurtigt vil forhindre yderligere elektroner i at nå deres mål.
Nogle emner skal måske fikseres i epoxy for at de kan fastgøres i mikroskopets præparat-holder. For andre emners vedkommende tager man præcise afstøbninger i et materiale der egner sig til elektronmikroskopi, og undersøger så afstøbningen i mikroskopet.
Ligesom man kan indfarve præparater der skal undersøges i optiske mikroskoper, kan man bruge tungmetalholdige stoffer til at farve bestemte dele af et præparat, så de fremtræder på en bestemt måde i elektronmikroskopet.
I forbindelse med transmissions- eller scannings-transmissions-elektronmikroskoper skal præparatet også være tilpas tyndt til, at elektronstrålen i tilstrækkelig grad kan trække igennem det.

### Ulemper ved elektronmikroskopi
Ud over de omstændelige forberedelser til en elektronmikroskop-undersøgelse, er selve mikroskopet et følsomt apparat, som stiller høje krav til strømforsyning, kølesystemer m.v., og som kræver beskyttelse mod eksterne magnetiske og elektriske felter, som ellers ville påvirke elektronernes færd inde i instrumentet. Disse problemer er dog mindre udtalte i nyere transmissions-elektronmikroskoper, som derfor er billigere at fremstille, og nemmere at installere og vedligeholde.